# Brachymenium regnellii
Brachymenium regnellii là một loài rêu trong họ Bryaceae. Loài này được Hampe mô tả khoa học đầu tiên năm 1849.